# Saná
Saná (arabsky صنعاء‎ , také psáno jako Ṣan‘ā’, San'á, Sanaa či Sana'a) je hlavní město Jemenu. V roce 1994 zde žilo 960 157 obyvatel, v roce 2004 vzrostl počet na 1 666 434 a k roku 2023 je odhadováno 3 292 497 obyvatel. Město leží v centrálním Jemenu, 320 km severně od Adenu, ve výšce 2 250 m n. m. a je obklopeno několika horami, jako jsou Džabal Nuqúm a Aiban. 

## Historie
Nejstarší nápisy, které zmiňují Saná jako město, pocházejí z 1. století. Předpokládá se, že osídlení tohoto místa probíhalo již dříve. V 10. století Muhammad al-Hasan al-Hamdani uvádí Sabejského krále Sha'r Awtara jako zakladatele města, o němž se také říká, že postavil slavný palác Ghumdan. Sha'r Awtar žil ve druhé polovině 2. století př. n. l.
Podle zakladatelské legendy byl Noemův syn Šém považován za zakladatele města (Madinat Sam, město Šém), přičemž starověký název města Azal se údajně odvozoval od Usala, potomka Šéma. Království Sabejců je navíc připisováno zakládání města.
Jako hlavní město Himjaru (od roku 520) se Saná v 6. století střetávalo mezi Persií a Habeší. Během padesátileté vlády Habešanů byla s pomocí byzantského císaře Justiniána I. postavena velká katedrála, která byla považována za největší jižně od Středozemního moře.

### Muslimské období

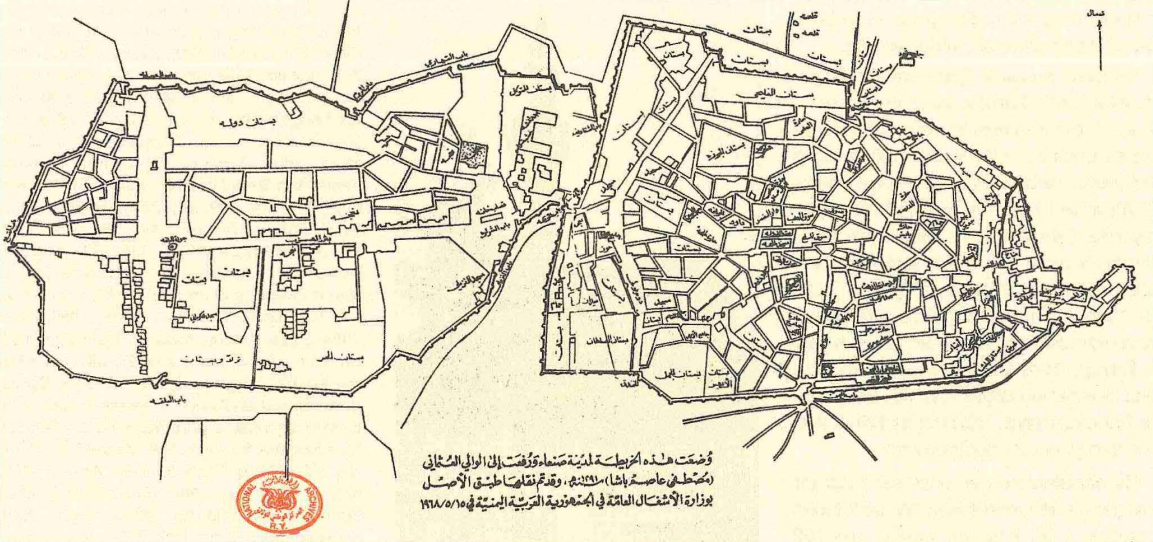
Osmanská mapa města, 1874

V roce 628 prorok Mohamed nařídil postavit první mešitu v Saná, které se stalo centrem islámu v Jemenu. Velkou mešitu ve městě postavil jeden z Mohamedových společníků, Farwah ibn Musayk. Ta byla následně rekonstruována a rozšířena v 10. století. Stavba používala prvky z byzantské a sásánovské architektury.
V 12. století přešlo město pod nadvládu Ajjúbovců, a později bylo ovládáno šíitským imámem. Osmané přišli do Jemenu v roce 1538 za vlády sultána Sulejmana Nádherného, a i když omezili moc imámů, byli později znovu vyhnáni. V 18. století vstoupil do města Carsten Niebuhr, první evropský badatel. V roce 1835 a později v roce 1872 byla Saná dobyta Osmanskou říší.
V roce 1905 bylo město obléháno Jahjá Hamíd ad-Dínem, který ustanovil imámskou vládu. Po jeho smrti v roce 1962 se stalo Saná hlavním městem Jemenské arabské republiky. Následovala občanská válka a velké projekty rozvoje měst.

### Hlavní město celého regionu
Po znovusjednocení obou Jemenů v roce 1990 se Saná stalo de iure hlavním městem celého Jemenu. Jako hlavní město je domovem prezidentského paláce, parlamentu, Nejvyššího soudu a ministerstev. Vláda je největším zaměstnavatelem, ale masivní přistěhovalectví znamená výzvu pro nedostatečně rozvinutou infrastrukturu, zejména co se týče zásobování vodou.
V minulosti bylo Saná dějištěm násilných střetů a teroristických útoků. V roce 2011 došlo ke střetům mezi vládními vojáky a stoupenci opozice, přičemž v roce 2012 došlo k sebevražednému bombovému útoku, který si vyžádal dle OSN až 120 obětí. V roce 2013 byli zastřeleni pracovníci na německém velvyslanectví a došlo k útoku na ministerstvo obrany.
V září 2014 dobyli Hútíové město a v lednu 2015 zaútočili na prezidentský palác. Vojenská intervence od roku 2015 způsobila vážné poškození historických budov ve Starém městě. V roce 2016 došlo k útoku na pohřební obřad, při kterém zahynulo kolem 140 lidí.

## Galerie

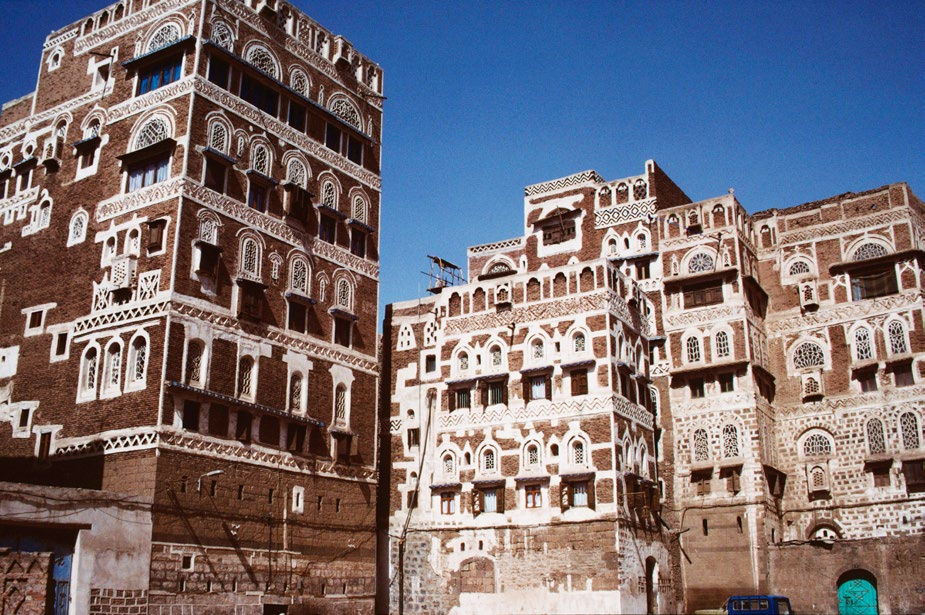
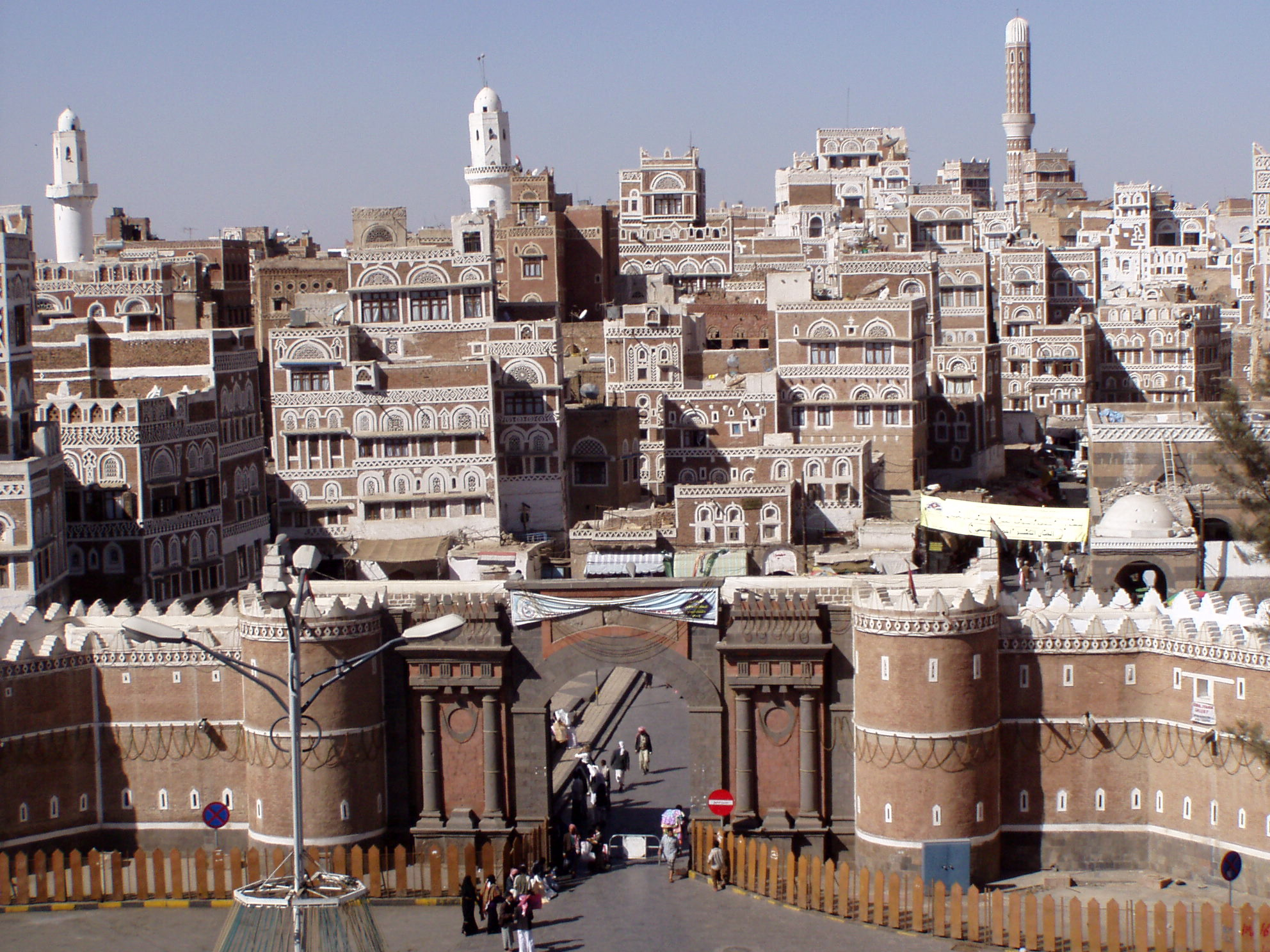
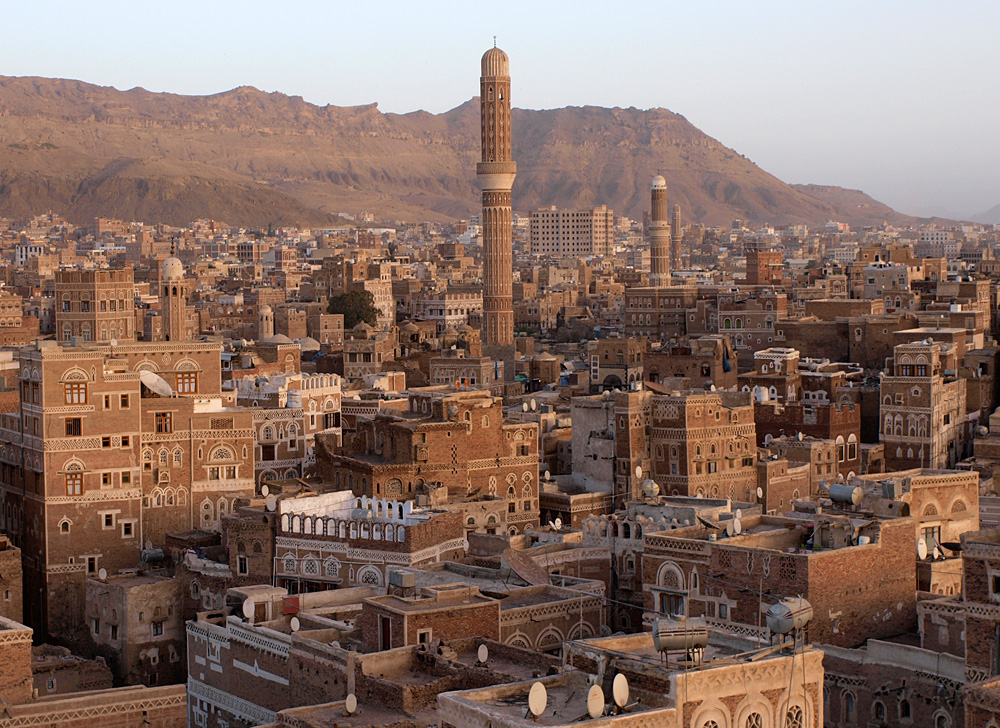

## Partnerská města
- Ammán, Jordánsko
- Ankara, Turecko
- Bagdád, Irák
- Damašek, Sýrie
- Paříž, Francie